# 유형욱
유형욱(兪炯旭, 1960년 5월 3일~)은 대한민국의 제4·5·6대 경기도의원이었다. 경기도 하남시 덕풍동 출신이다.

## 학력
- 동부국민학교 졸업
- 남한중학교 졸업
- 남한고등학교 졸업
- 아주대학교 경영학 학사
- 천안외국어대학 2년 전문학사
- 한국방송통신대학교 법학과 학사
- 국민대학교 대학원 정치외교학과 수료

### 비학위 수료
- 국민대학교 정치대학원 6개월 과정 수료

## 경력
- 해군 218기 만기 제대
- 동부초등학교 36회 동창회장
- 덕풍1동 청년회장
- 수원지방검찰청 성남지청 보호관찰위원
- 민주연합청년동지회 상임부의장
- 민주당 경기도당 하남시·광주군 지구당 상무위원회 의장
- 민주당 제4·5차 전당대회 중앙대의원
- 민주당 경기도당 하남시 지구당 부위원장
- 민주당 경기도당 하남시 지구당 조직부장
- 경기미래포럼 대표
- 1995.07 ~ 1998.06 제4대 경기도의회 의원
- 1995.07 ~ 1996.12 제4대 경기도의회 전반기 문교위원회 간사
- 1997.01 ~ 1998.06 제4대 경기도의회 후반기 문교위원회 간사
- 하남시 크로바 4-H 회장
- 한나라당 부위원장
- 제15대 총선 선거대책 본부장
- 제15대 대통령 후보 유세의원
- 2000.06 ~ 2002.06 제5대 경기도의회 의원
- 2000.06 ~ 2000.07 제5대 경기도의회 전반기 건설도시위원회 위원
- 2000.07 ~ 2002.06 제5대 경기도의회 후반기 문교위원회 위원
- 2000.07 ~ 2002.06 제5대 경기도의회 후반기 의회운영위원회 위원
- 경기도의회 한나라당 수석 부총무
- 민주평화통일자문회의 자문위원
- 경기교육대학추진위원회 상무위원
- 2002.0 7~ 2006.06 제6대 경기도의회 의원
- 2002.07 ~ 2004.07 제6대 경기도의회 전반기 문교위원회 위원장
- 2004.07 ~ 2006.06 제6대 경기도의회 후반기 의장
- 2005.08 ~ 2006.06 전국시도의회 의장협의회 부회장
- 2009.03 ~ 2012.02 한국남부발전 감사
- 2009.05 ~ 2012.02 한국감사협회 부회장
- ~ 2012.02 여의도연구소 정책자문위원
- 2013.10 제1기 지방자치발전위원회 위원
- 2014.09 ~ 2016.08 한국산업단지공단 이사
- 2016 국민의당 창당발기인
- 국민의당 정책위원회 부의장
- 2020 국민의힘 경기도당 부위원장

## 역대 선거 결과
|  | 37.74% |

|  | 48.33% |

|  | 36.8% |

|  | 66.66% |

|  | 14.88% |

|  | 27.52% |